# جیکوب ووکی
جیکوب ووکی (انگلیسی: Jacob Wukie؛ زادهٔ may ۱۱, ۱۹۸۶ (۳۸ سال)) ورزشکار تیراندازی با کمان اهل ایالات متحده آمریکا است.
وی در مسابقات کشوری و بین‌المللی در مجموع برندهٔ ۱ مدال نقره شده‌است.